# Ivan Mozer
Ivan Ivanovitch Mozer (en russe : Иван Иванович Мозер) est un footballeur international soviétique et entraîneur de football russe né le 21 décembre 1933 à Moukatchevo et mort le 2 novembre 2006 à Moscou.

## Biographie

### Carrière de joueur
Né et formé à Moukatchevo, Ivan Mozer intègre en 1946 les équipes de jeunes de l'équipe locale du Dinamo avant de faire ses débuts dans les échelons amateurs sous les couleurs du Bolchevik en 1950. Transféré l'année suivante au Spartak Oujgorod, il y fait alors ses débuts professionnels au sein de la deuxième division soviétique, disputant neuf rencontre pour un but marqué.
Après un an à Oujgorod, Mozer rejoint en 1952 le Dinamo Minsk, où il découvre cette fois la première division, jouant les treize rencontres de la saison tandis que le club est finalement relégué. Il participe l'année suivante à la campagne victorieuse de l'équipe au deuxième échelon et retrouve ainsi l'élite. Il est ainsi un titulaire régulier du Dinamo, renommé Spartak entre-temps, tandis que le club atteint la troisième place du championnat au terme de l'année 1954. Il ne peut malgré pas empêcher une nouvelle relégation de l'équipe à la fin de la saison 1955 et quitte alors Minsk.
Recruté par le Spartak Moscou, il connaît d'entrée un exercice 1956 notable durant lequel il inscrit onze buts en quinze rencontres et contribue à la victoire du club en championnat au terme de la saison. Moins utilisé l'année suivante, il dispute malgré tout la finale de la coupe nationale perdue face au Lokomotiv Moscou. Il retrouve en 1958 une place de titulaire régulier et contribue ainsi à un nouveau titre de champion la même année tandis qu'il remporte dans la foulée la coupe d'Union soviétique contre le Torpedo Moscou. Il reste par la suite au club jusqu'au début de la saison 1961, cumulant 105 rencontres jouées pour 33 buts inscrits.
À son départ de Moscou, Mozer fait dans la foulée son retour au Belarus Minsk pour le reste de la saison 1961. Il est par la suite un acteur régulier de l'équipe première durant la première moitié des années 1960, contribuant notamment à la troisième place du club en 1963 ainsi qu'à sa campagne en coupe en 1965 qui s'achève cependant sur une défaite en finale contre le Spartak Moscou. Il met par la suite un terme à sa carrière au cours de l'année 1966, à l'âge de 32 ans.

### Carrière internationale
Ivan Mozer est appelé au sein de la sélection soviétique par Gavriil Kachalin au mois de juillet 1956, disputant son premier match international le 1er juillet lors d'une rencontre amicale contre le Danemark. Il est buteur le 31 juillet suivant à l'occasion de sa deuxième sélection contre Israël. Il est ensuite sélectionné à deux autres reprises au cours du mois de septembre contre l'Allemagne de l'Ouest puis la Hongrie mais n'est plus rappelé par la suite.

### Carrière d'entraîneur
Se reconvertissant comme entraîneur à la fin de sa carrière de joueur, Mozer occupe entre 1967 et 1968 un poste d'entraîneur au sein de l'école de football pour jeunes de Moscou. Il rejoint par la suite l'encadrement technique du Chinnik Iaroslavl en deuxième division sous les ordres de Boris Arkadiev en début d'année 1969 avant de prendre sa place pour la fin de saison, amenant l'équipe à la sixième place du premier groupe de la deuxième division.
Peu après la fin de l'exercice 1969 en deuxième division, Mozer est appelé à la tête du Dinamo Minsk pour les dernières rencontres de la première division avant d'être maintenu en poste pour les années qui suivent, amenant l'équipe dans le milieu de classement entre 1970 et 1972 avant de s'en aller après sa relégation à l'issue de la saison 1973.
Après son départ de Minsk, Mozer est recruté par le Dinamo Moscou où il occupe plusieurs postes différents au sein du staff et de la direction du club tout au long des années 1970 et 1980. Dans ce cadre, il occupe notamment le poste d'entraîneur par intérim pendant une grande partie de la saison 1979, qui voit le Dinamo terminer cinquième. Après un bref passage au Dinamo-Gazovik Tioumen entre 1993 et 1995 sous les ordres d'Eduard Malofeev, Mozer retrouve par la suite le Dinamo Moscou où il devient directeur technique pendant dix ans puis assistant à partir d'avril 2006 jusqu'à sa mort le 2 novembre 2006, à l'âge de 72 ans.

## Statistiques de joueur
| Saison                | Club                  | Championnat           | Championnat | Championnat | Coupe(s) nationale(s) | Coupe(s) nationale(s) | Total | Total |
| Saison                | Club                  | Division              | M.          | B.          | M.                    | B.                    | M.    | B.    |
| 1951                  | Spartak Oujgorod      | D2                    | 9           | 1           | -                     | -                     | 9     | 1     |
| Sous-total            | Sous-total            | Sous-total            | 9           | 1           | -                     | -                     | 9     | 1     |
| 1952                  | Dinamo Minsk          | D1                    | 13          | 2           | 3                     | 1                     | 16    | 3     |
| 1953                  | Dinamo Minsk          | D2                    | 19          | 5           | -                     | -                     | 19    | 5     |
| 1954                  | Spartak Minsk         | D1                    | 22          | 3           | 2                     | 0                     | 24    | 3     |
| 1955                  | Spartak Minsk         | D1                    | 19          | 1           | 2                     | 0                     | 21    | 1     |
| Sous-total            | Sous-total            | Sous-total            | 73          | 11          | 7                     | 1                     | 80    | 12    |
| 1956                  | Spartak Moscou        | D1                    | 15          | 11          | -                     | -                     | 15    | 11    |
| 1957                  | Spartak Moscou        | D1                    | 10          | 3           | 3                     | 2                     | 13    | 5     |
| 1958                  | Spartak Moscou        | D1                    | 20          | 5           | 4                     | 0                     | 24    | 5     |
| 1959                  | Spartak Moscou        | D1                    | 20          | 6           | 2                     | 1                     | 22    | 7     |
| 1960                  | Spartak Moscou        | D1                    | 28          | 5           | -                     | -                     | 28    | 5     |
| 1961                  | Spartak Moscou        | D1                    | 3           | 0           | -                     | -                     | 3     | 0     |
| Sous-total            | Sous-total            | Sous-total            | 96          | 30          | 9                     | 3                     | 105   | 33    |
| 1961                  | Belarus Minsk         | D1                    | 25          | 5           | 2                     | 1                     | 27    | 6     |
| 1962                  | Belarus Minsk         | D1                    | 19          | 2           | 1                     | 0                     | 20    | 2     |
| 1963                  | Dinamo Minsk          | D1                    | 13          | 0           | -                     | -                     | 13    | 0     |
| 1964                  | Dinamo Minsk          | D1                    | 31          | 2           | 1                     | 0                     | 32    | 2     |
| 1965                  | Dinamo Minsk          | D1                    | 22          | 0           | 4                     | 0                     | 26    | 0     |
| 1966                  | Dinamo Minsk          | D1                    | 5           | 0           | -                     | -                     | 5     | 0     |
| Sous-total            | Sous-total            | Sous-total            | 115         | 9           | 8                     | 1                     | 123   | 10    |
| Total sur la carrière | Total sur la carrière | Total sur la carrière | 293         | 51          | 24                    | 4                     | 317   | 55    |

## Palmarès de joueur
| Spartak Moscou - Championnat d'Union soviétique (2) : - Champion : 1956 et 1958. - Coupe d'Union soviétique (1) : - Vainqueur : 1958. - Finaliste : 1957. |  | Dinamo Minsk - Coupe d'Union soviétique : - Finaliste : 1965. |